# Маріано Гонсалес Марото
Маріано Гонсалес Марото (ісп. Mariano González Maroto, нар. 27 жовтня 1984, Малага), відомий як Нано (ісп. Nano) — іспанський футболіст, лівий захисник гібралтарського клубу «Сент-Джозефс».

## Ігрова кар'єра
Народився 27 жовтня 1984 року в Малазі. Вихованець футбольної школи клубу «Фуенхірола Лос Болічес». Дорослу футбольну кар'єру розпочав 2003 року в основній команді того ж клубу, в якій провів один сезон.
Згодом у 2004–2006 роках грав за «Марбелью» у Сегунді Б, після чого перейшов до друголігового «Хімнастіка» (Таррагона). У цій команді не заграв і продовжив виступи на правах оренди на рівні третього дивізіону за «Барселону Б» та «Кордову».
З 2007 по 2013 рік продовжував виступати у другому і третьому дивізіонах першості Іспанії, встиг пограти за «Льєйду», «Картахену», «Кадіс», «Реал Ов'єдо» та «Понферрадіну».
Влітку 2013 року на правах вільного агента уклав контракт із грецьким «Панатінаїкосом». Став основним лівим захисником команди і провів у ній наступні три сезони своєї ігрової кар'єри, ставши володарем Кубка Греції 2013/14.
2016 року повернувся на батьківщину, приєднавшись до друголігової «Альмерії», у 2019–2020 роках грав у Сегунді Б за «Рекреатіво», після чого знайшов варіант продовжити кар'єру в Гібралтарі, уклавши контракт з місцевим клубом «Сент-Джозефс».

## Титули і досягнення
- Володар Кубка Греції (1):

«Панатінаїкос»: 2013-14
- Володар Суперкубка Гібралтару (1):

«Лінкольн Ред Імпс»: 2022
- Чемпіон Гібралтару (3):

«Лінкольн Ред Імпс»: 2022-23, 2023-24, 2024-25
- Володар Кубка Гібралтару (1):

«Лінкольн Ред Імпс»: 2024